# Pedrão
Pedrão este un oraș în statul Bahia (BA) din Brazilia.